# Coleusia urania
Coleusia urania is een krabbensoort uit de familie van de Leucosiidae. De wetenschappelijke naam van de soort is voor het eerst geldig gepubliceerd in 1801 door Herbst.